# Alan West
Alan West (Hyde, 18 dicembre 1951) è un ex calciatore inglese, di ruolo centrocampista.

## Biografia
Cresciuto a Manchester, sposa una donna di nome Cathie, conosciuta a Burnley durante la sua militanza nel locale club calcistico. Lasciato il calcio giocato divenne pastore anglicano a Luton.

## Caratteristiche tecniche
Era centrocampista di talento dotato di una buona visione di gioco.

## Carriera
Si forma calcisticamente nel Burnley, che aveva scelto per crescere sotto la guida di Harry Potts e Jimmy Adamson, rifiutando l'interesse del Manchester Utd e Manchester City: entrò a far parte della prima squadra dal 1969. Con i Clarets disputò due stagioni nella massima serie inglese, retrocedendo in cadetteria al termine della First Division 1970-1971, ma ottenendo poi la promozione grazie alla vittoria della Second Division 1972-1973.
Nell'estate 1973 viene ingaggiato dal Sunderland, che però non conferma l'acquisto dopo l'esito negativo delle visite mediche per un problema alla schiena; nel approfitta quindi il Luton Town di Harry Haslam, che lo acquisisce per £100.000. West rimarrà in squadra sino al 1981, divenendone anche capitano, ottenendo con gli Hatters una promozione in massima serie nella stagione 1973-1974, a cui però seguirà un immediato ritorno in cadetteria al termine della First Division 1974-1975.
Durante la sua militanza con il club di Luton per quattro estati, dal 1976 al 1979, si trasferisce negli Stati Uniti d'America per giocare in prestito nella neonata franchigia NASL del Minnesota Kicks. Con i Kicks raggiunse la finale della North American Soccer League 1976, giocata da titolare e persa contro i canadesi del Toronto Metros-Croatia.
Nei campionati seguenti in forza ai Kicks raggiunse sempre i play-off per il titolo, non superando però mai i quarti di finale.
Nel 1981 lascia il Luton Town per accasarsi al Millwall, in terza serie, per poi divenire dopo il 1983 allnatore-calciatore presso i dilettanti dell'Hitchin Town.

## Palmarès

### Competizioni nazionali
- Second Division: 1

Burnley: 1972-1973